# Valea Rădoaiei, Florești
Valea Rădoaiei este un sat din cadrul comunei Nicolaevca din raionul Florești Republica Moldova.

## Demografie
Conform recensământului populației din 2004, satul Valea Rădoaiei avea 170 locuitori: 132 ruși, 29 moldoveni/români, 8 ucraineni și 1 persoană cu etnie nedeclarată.